# Caserna de bombers de l'Eixample
La caserna de bombers de l'Eixample, anteriorment anomenada quarter Central, estava situada al xamfrà dels carrers de Casanova i de Provença de Barcelona, entre l'hospital Clínic i el mercat del Ninot. Va ser el parc principal de Bombers de Barcelona entre el 1932 i el 2010.

## Història
Construïda en uns solars propietat del municipi i projectada per l'enginyer industrial Emilio Gutiérrez, que havia estat el cap de bombers fins a l'any anterior, quan es va proclamar la II República, aquesta caserna substituïa la del parc de la Ciutadella i es va entregar als bombers el 8 d'octubre de 1932. La nova ubicació va fer necessari canviar el número de telèfon d'avís als bombers, que havia estat el 12345, per al 79000.
Dins de la caserna hi havia els habitatges del cap i sots-cap de bombers. Així, hi van viure en Josep Maria Jordan i Poyatos i Josep Sabadell i Mercadé, i a les seves jubilacions, Josep Maria Jordan i Casaseca, i Jordi Teixidó. A principis dels anys 1970 es va construir un edifici d'habitatges de 9 plantes a la banda del carrer de Villarroel, del que Bombers aprofità només les plantes baixes com a magatzems i oficines. El 1975 es va construir un pavelló poliesportiu al terrat de l'edifici, on els bombers, que fins aleshores havien utilitzat el pati, a més de fer gimnàstica, podien jugar a voleibol.
Als jardins del xamfrà dels carrers de Provença i de Villarroel s'hi va col·locar el monument al bomber, obra de l'escultor Sebastià Badia i Cerdà.
El gener de 2010, un acord entre l'Ajuntament i la Diputació de Barcelona per a construir-hi la nova seu d'urgències de l'Hospital Clínic va motivar-ne el trasllat al nou parc provisional de l'Eixample, al parc de Joan Miró. Tanmateix, aquest projecte encara no s'ha dut a terme.
El dissabte 16 de gener s'hi va fer una festa de comiat, amb un partit de voleibol, geganters, cantada d’havaneres i un espectacle pirotècnic. El 13 de maig de 2010 es va iniciar l'enderroc de l'edifici, en un acte presidit per la consellera de Salut Marina Geli.

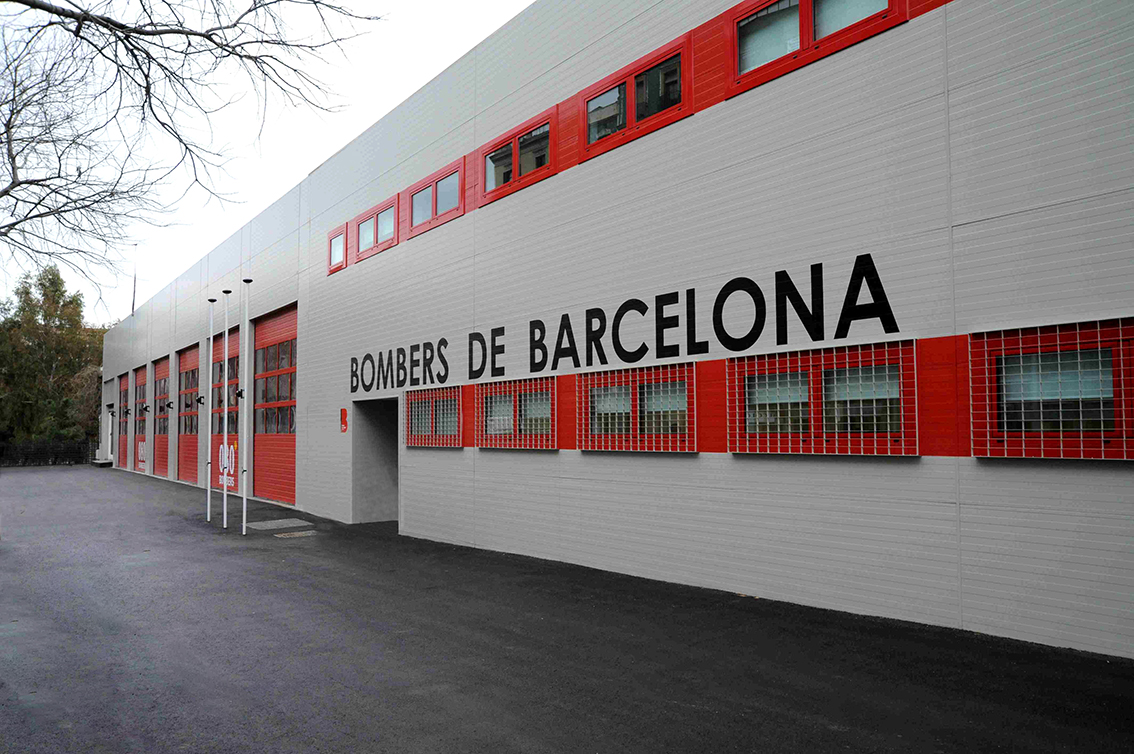
Actual parc provisional de l'Eixample al parc de Joan Miró